# Inner Monologue, Pt. 1
Inner Monologue, Pt. 1 è il secondo EP della cantante statunitense Julia Michaels, pubblicato il 24 gennaio 2019 dalla Republic Records.

## Tracce
1. Anxiety (feat. Selena Gomez) – 3:30
2. Into You – 3:12
3. Happy – 3:11
4. Deep – 2:43
5. Apple – 2:44
6. What a Time (feat. Niall Horan) – 2:53